# Plac Amira Timura
Plac Amira Timura (uzb. Amir Temur xiyoboni) – plac w centrum Taszkentu, założony w 1882 roku, z inicjatywy gen. Michaiła Czerniajewa. Zbudowany według projektu architekta Nikołaja Uljanowa. Plac powstał na skrzyżowaniu dawnych ulic: Moskiewskiej i Kaufmanowskiej. Plac reprezentował niewielki park w centrum miasta.

## Historia

### Przed rokiem 1917

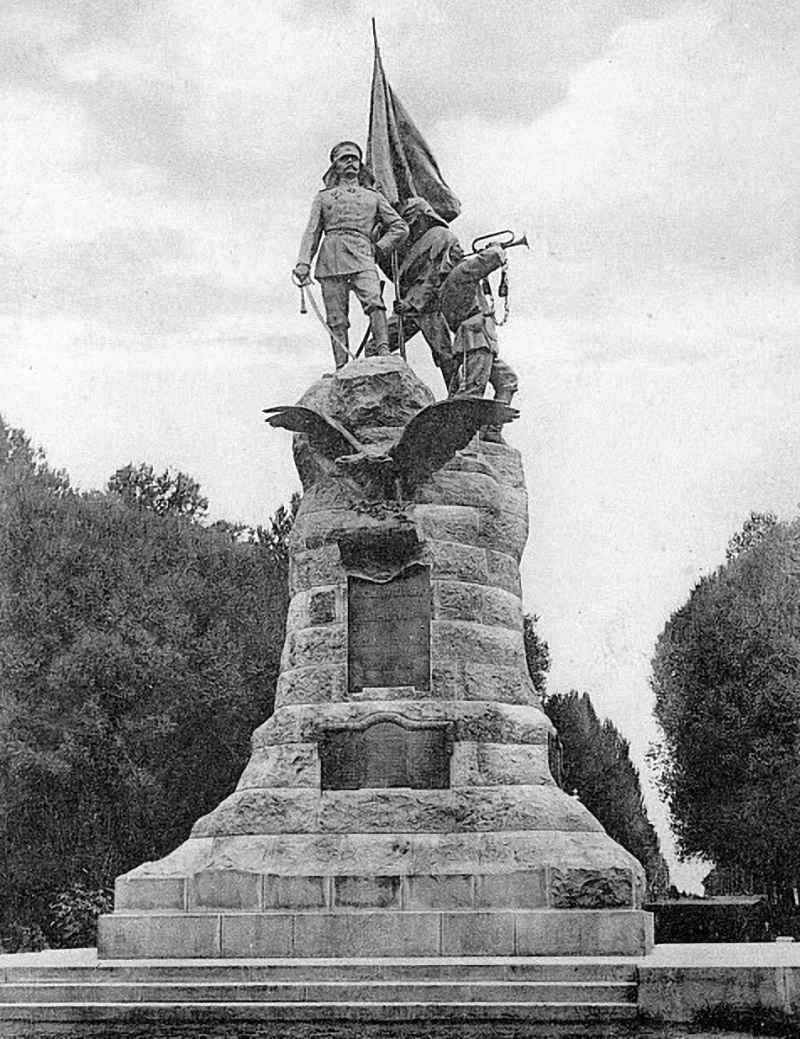
Pomnik Konstantina von Kaufmana

Pierwotnie, w miejscu dzisiejszego placu Amira Timura znajdował się Plac Konstantina Kaufmana (ros. Константиновская площадь). Generał Konstantin von Kaufman zmarł w roku 1882, po czym został pochowany na placu. Od razu po jego śmierci, generał Czerniajew wydał rozkaz uporządkować teren placu. Projektem zajął się rosyjski architekt Nikołaj Uljanow. Przez około piętnaście lat trwały prace nad zazielenieniem placu i przylegających do niego terenów. Później wokół placu zostały zbudowane tory tramwajowe. Plac był otoczony budynkami gimnazjum żeńskiego i męskiego, zwykłej szkoły i banku państwowego.  
W roku 1889, w siódmą rocznicę śmierci gen. Kaufmana, jego prochy zostały przeniesione do Soboru Przemienienia Pańskiego, który po rewolucji został zburzony.    
W 1913 roku w centrum placu postawiono pomnik Konstantina Kaufmana.     

### Związek Radziecki
W roku 1919 pomnik Kaufmana został zdemontowany, zostawiono tylko cokół, na którym umieszczono nowy konstruktywistyczny pomnik w kształcie sierpa i młota, zwieńczony trybuną dla występów. Plac Konstantina Kaufmana przemianowano w Plac Rewolucji. Pomnik i jego trybuna stały się miejscem przebywania osób bezdomnych, którzy prawdopodobnie urządzając w środku ognisko, przypadkowo podpaliły pomnik. Następnie w roku 1927, w dziesiątą rocznicę rewolucji październikowej, w miejscu spalonego pomnika, na cokole umieszczono postument, przypominający kształtem minaret, zwieńczony wieżyczką u góry. 
Na pomniku został umieszczony napis w dwóch językach: po uzbecku i rosyjsku „Październik to latarnia morska światowej rewolucji. 1917–1927”. W języku uzbeckim napis wykonano alfabetem arabskim, dlatego w 1929 r. po przetłumaczeniu języka uzbeckiego najpierw na alfabet łaciński, a następnie na cyrylicę, usunięto kolumnę z napisem alfabetem arabskim.  
Wiosną 1930 r. na miejscu kolumny na bardzo krótki czas zainstalowano kompleks agitacyjny z popiersiem Włodzimierza Lenina. Popiersie przetrwało pół roku, dalsze jego losy nie są znane. Na początku lat 30. w centrum placu stał sam cokół. Wówczas pojawił się pomysł usunąć cokół i przekształcić plac z powrotem w skrzyżowanie dwóch ulic: Engelsa (Moskiewska) i Marksa (Kaufmanowska).   
Pod koniec lat 40. w centrum Placu Rewolucji na granitowym cokole ponownie wzniesiono pomnik – teraz Józefa Stalina, dzieło słynnego rzeźbiarza Merkurowa. Po XXII Zjeździe KPZR, który odbył się w październiku 1961 r., było postanowiono zdemontować wszystkie pomniki Stalina w ZSRR, taszkencki pomnik również został usunięty z cokołu. Postanowiono wykorzystać cokół na pamiątkową stelę ze słowami z nowego Programu KPZR w dwóch językach, w związku z czym pomnik pośrodku placu zwano potocznie „Słownikiem rosyjsko-uzbeckim”.   
W 1968 roku ponownie podjęto decyzję o postawieniu w centrum placu pomnika, związanego z tematyką komunistyczną i rewolucyjną. W tym celu władze wybrały Karola Marksa, od imienia którego swoją nazwę otrzymała ulica, przechodząca przez plac. Według projektu Riabiczowa, postawiono tu oryginalny pomnik twórcy ideologii komunistycznej – granitową pochodnię z rozwijającym się brązowym płomieniem w postaci głowy Karola Marksa. Na pomniku zostało wyrzeźbione słynne hasło komunistyczne „Proletariusze wszystkich krajów, łączcie się!”.

### Po roku 1991
Po rozpadzie ZSRR Uzbekistan ogłosił niepodległość w 1991 roku. W 1993 roku ideologiczny pomnik Karola Marksa rozebrano, a ulicę Karola Marksa przemianowano w ulicę uzbeckiego poety Hamzy Hakimozody.     
31 sierpnia 1994 roku, w przededniu trzeciej rocznicy odzyskania przez Uzbekistan niepodległości, zmieniono nazwę placu na Plac Amira Timura, a w jego centrum otwarto nowy pomnik autorstwa uzbeckiego rzeźbiarza Ilhoma Jabborova – konny pomnik Tamerlana z brązu.     
W listopadzie 2009 r. decyzją władz wycięto stare drzewa, z których wiele miało ponad 100 lat, w związku z kompleksowymi działaniami na rzecz odbudowy parku i terenu wokół niego.